# Echinghen
Echinghen (ndl.: „Essingem“) ist eine französische Gemeinde mit 377 Einwohnern (Stand: 1. Januar 2022) im Département Pas-de-Calais in der Region Hauts-de-France. Sie gehört zum Arrondissement Boulogne-sur-Mer und zum Kanton Boulogne-sur-Mer-2.

## Geographie
Echinghen liegt im Regionalen Naturpark Caps et Marais d’Opale, drei Kilometer südöstlich von Boulogne-sur-Mer. Nachbargemeinden von Echinghen sind Saint-Martin-Boulogne im Norden, Baincthun im Nordosten und Osten, Bellebrune im Osten, Isques im Süden sowie Saint-Léonard im Südwesten und Westen. Am Westrand der Gemeinde führt die Autoroute A16 entlang.

## Bevölkerungsentwicklung
| Jahr                       | 1962 | 1968 | 1975 | 1982 | 1990 | 1999 | 2006 | 2013 | 2022 |
| Einwohner                  | 221  | 218  | 212  | 235  | 284  | 355  | 372  | 367  | 377  |
| Quellen: Cassini und INSEE |      |      |      |      |      |      |      |      |      |

## Sehenswürdigkeiten
- Kirche Saint-Martin, ursprünglich aus dem 11. Jahrhundert
- Autobahnbrücke (Viaduc d'Echinghen)

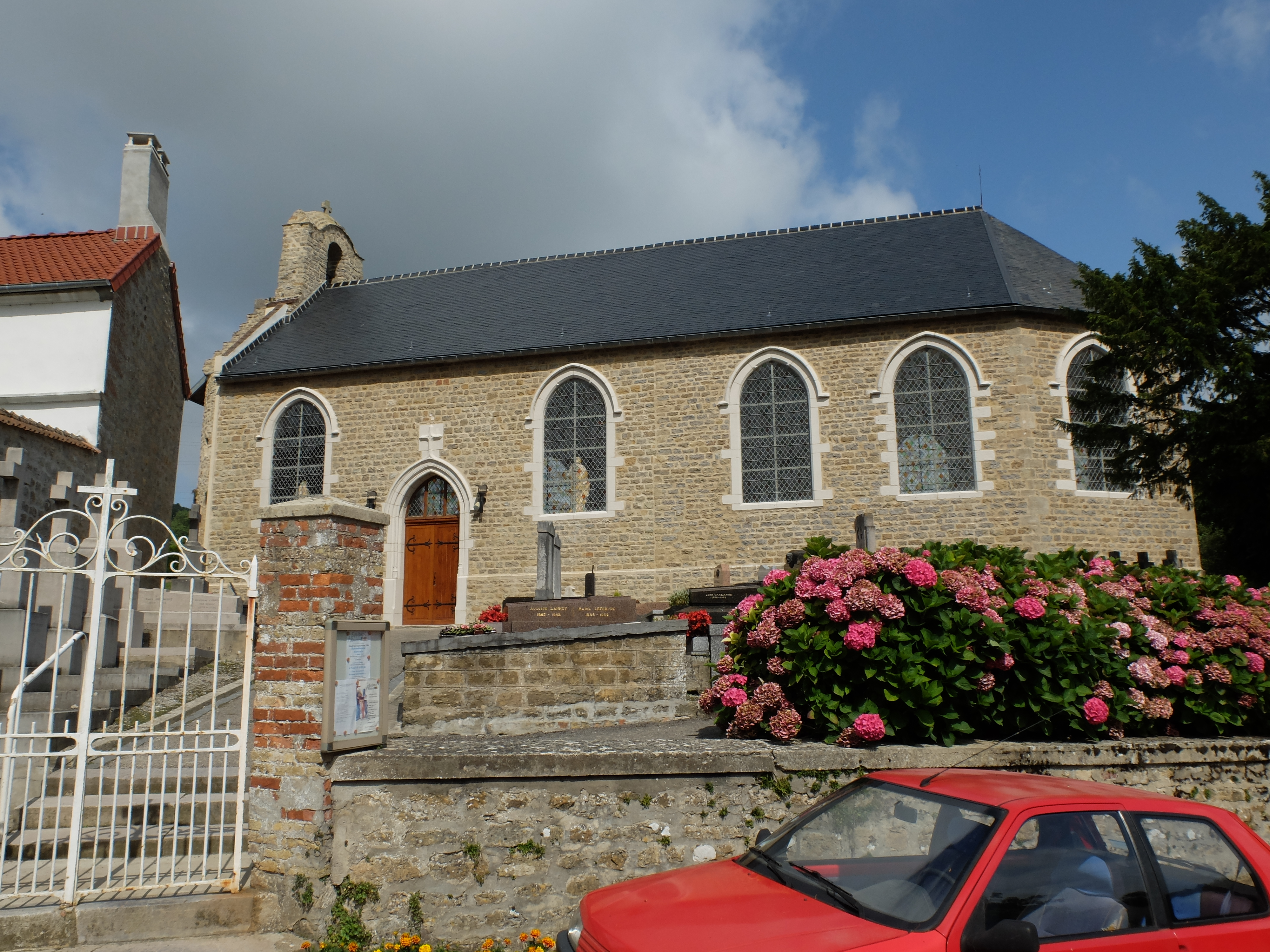
Kirche Saint-Martin
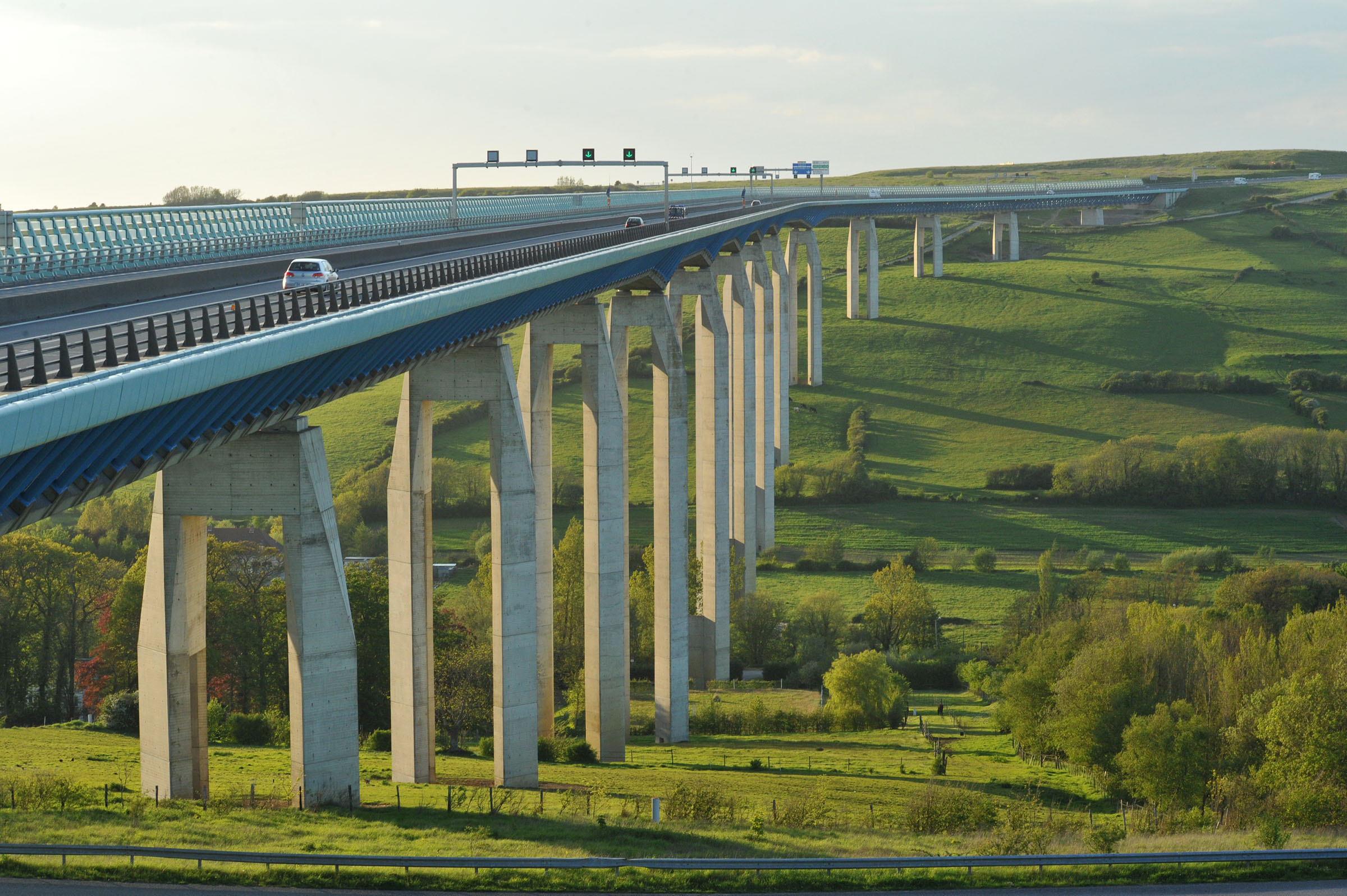
Brücke der Autoroute A16